# Teresa Amy
Teresa Amy (15 d'octubre de 1950, Montevideo - 30 de gener de 2017, Ib.) va ser una poeta i traductora uruguaiana.

## Biografia
A la Universitat de la República va cursar estudis de lingüística (Facultat d'Humanitats) i de traducció. Va viure a Praga (República Txeca) durant un any i allà va assistir a la Universitat Carolina, on va estudiar llengua i gramàtica txeca per a estrangers.
Així mateix, es va diplomar en llengua francesa (opció traducció) a l'Aliança Francesa.
L'any 1995 va publicar a través de Vintén Editor el seu primer llibre de poesia, titulat Cor de roure. Durant els anys següents va publicar les seves obres poètiques: Retrats del Merodeador i altres poemes, Quadern de les illes, Festeig Mínim, Jade i Brilla: 20 poemes per a Marco. Aquestes poesies van aparèixer en diverses antologies uruguaianes i estrangeres.
Com a traductora, va fer les primeres versions en espanyol del poeta txec Jan Skácel, i també va traduir a Miloš Crnjanski i Vlada Urošević. Va preparar una selecció de poetes macedonis "Sobre el fil que es diu temps" i les antologies de poetes txecs "Animals silenciosos" i "20 del XX". L'any 2011 va publicar el seu llibre de poesia Jade, el qual va rebre el Premi Anual de Literatura lliurat pel Ministeri d'Educació i Cultura. L'any 2013 va publicar el seu llibre Un hoste a casa, memòries d'una traducció, on analitza el treball de traducció.
Va coordinar cicles de lectures en viu a Montevideo; com ara "Poesia cos a cos", en el qual es va destacar l'espai "7 poetes cabdals" amb la participació, entre d'altres veus, d'Idea Vilariño. Va formar part de festivals internacionals de poesia, com les Vetllades poètiques de Struga (Macedònia, 2001), Sortida al Mar (Buenos Aires, Argentina, 2010) i la Trobada Iberoamericana Carlos Pellicer (Villahermosa, Mèxic, 2016)
Va treballar com a docent de llengua francès i llengua espanyola a la Universitat del Treball de l'Uruguai.
La seva parella fou l'escriptor i periodista uruguaià Roberto López Belloso.

## Valoració crítica
Segons el crític i poeta Alfredo Fressia, "el lloc original de Teresa Amy en la poesia uruguaiana actual és el de la polifonia, la reunió de les moltes veus que poden cabre a la pàgina escrita, incloent la d'una tradició en diàleg amb l'Est europeu, al costat d'allò barroc del concepte, i la veu de l'erudició". Afegeix Fressia: "Resulta impossible, efectivament, no admirar la seva destresa amb la llengua, les sàvies interrupcions del flux sintàctic, o la capacitat de crear una narració amb una successió de grups nominals, com en el seu poema 'Inventario mediterrani', una economia de llenguatge només comparable al cèlebre 'Li message' de Jacques Prévert".
Roberto Appratto, també traductor, crític i poeta, considera l'escriptura d'Amy "concisa i intensa, atenta a les variacions de so d'una paraula en diferents parts d'un vers", revelant una "fibra de poeta" que, al seu entendre, "va arribar al seu millor moment en els seus últims llibres (Festeig mínim, Jade, i Brilla)".

## Obra
- Corazón de roble: (poesia. Vintén Editor. 1995)
- Retratos del Merodeador y otros poemas (poesia. Vintén Editor. 1999)
- La más larga de las noches (traducció en col·laboració amb Alfredo Infanzón de l'obra del poeta txec Jan Skácel. Editorial Ácrono, Mèxic. 2002)
- Lamento por Belgrado (traducció en col·laboració amb Lazar Manojlovic de l'obra del poeta serbi Miloš Crnjanski. Editorial Ácrono, Mèxic. 2003)
- Cuaderno de las islas (poesia. Edicions del Mirador. 2003)
- Cortejo Mínimo (obra poètica que, a més, conté una traducció de l'obra "Saló de la lluna" de l'escriptor macedoni Vlada Urošević. Artefato, 2005)
- Cincuenta poetas uruguayos del medio siglo (1955-2005) (selecció de poetes uruguaians, amb pròleg i notes de Gerardo Ciancio. Arxiu General de la Nació, Centre de Difusió del Llibre, Montevideo. 2005)
- Jade (poesia. Yagurú. 2011)
- Un huésped en casa, memorias de una traducción (Yagurú. 2013)
- Brilla: 20 poemas para Marco (poesia. Yagurú. 2014)
- 20 del XX: poetes checos (selecció i traducció de vint poetes txecs. L'Altra i Universitat Autònoma de Nuevo León. Monterrey, 2017)
- Revista Entrebytes (Primera revista digital del Riu de la Plata; es distribuïa en CD-ROM juntament amb la revista Postdata. Estava a càrrec de l'àrea literària. 1995-1996)